# Hirihalli, Belur
Hirihalli là một làng thuộc tehsil Belur, huyện Hassan, bang Karnataka, Ấn Độ.